# Vicia disperma
Vicia disperma é uma espécie de planta com flor pertencente à família Fabaceae. 
A autoridade científica da espécie é DC., tendo sido publicada em Catalogus plantarum horti botanici monspeliensis 154. 1813.
Os seus nomes comuns são ervilha-brava-miuda, ervilhaca-brava, ervilhaca-dos-relvados ou orobo-amarelado.

## Portugal
Trata-se de uma espécie presente no território português, nomeadamente em Portugal Continental, no Arquipélago dos Açores e no Arquipélago da Madeira.
Em termos de naturalidade é nativa das três regiões atrás indicadas.

## Protecção
Não se encontra protegida por legislação portuguesa ou da Comunidade Europeia.